# 빌헬름 호젠펠트
빌헬름 아달베르트 호젠펠트(독일어: Wilhelm Adalbert Hosenfeld, ˈvɪlm ˈhoːzənfɛlt, 1895년 5월 2일 ~ 1952년 8월 13일)는 독일의 교육자이자 독일 육군 장교이다. 육군 대위로까지 진급했다.

## 생애
빌헬름은 풀다 근교의 기독교 가정에서 여섯 형제 중 넷째로 태어났다. 그의 아버지는 독실한 가톨릭 교사였다. 그는 어린 시절 교육 가운데 기독교 사회정의 일을 중시했다. 가톨릭 운동과 교회 사회복지, 그리고 프로이센의 사회적 복종, 독일 애국주의에 영향을 받았으며 더 나아가 결혼 후 아내 안네마리(Annemarie)에게서 평화주의에 영향을 받았다. 반더포겔 운동과 그 운동의 추종자들에게서도 영향을 받았다. 1914년부터 제1차 세계 대전 시기에 복무했으며 1917년에 심한 부상을 당해 철십자 훈장 2급을 받았다.

## 제2차 세계 대전
빌름 하젠펠트는 나치당의 당원으로서 2차 세계 대전에 참전하였다. 하지만 전쟁을 수행하는 도중 나치당의 인종차별 정책에 반대하고 많은 유대인들을 도와주었다. 대표적으로 영화 소설 피아니스트의 주인공이 있다.

## 같이 보기
- 오스카르 쉰들러
- 알베르트 괴링